# Società Italiana di Cure Palliative
La Società Italiana di Cure Palliative (SICP) è una società scientifica fondata nel 1986 con l'obbiettivo di promuovere la cultura delle cure palliative in Italia.
Essa si dirama al livello territoriale in 16 sedi regionali rappresentative: Basilicata, Calabria, Campania, Emilia Romagna, Friuli Venezia Giulia, Lazio, Liguria, Lombardia, Marche, Puglia, Sardegna, Sicilia, Toscana, Umbria, Veneto e Trentino-Alto Adige e da due sedi interregionali: Piemonte-Valle d’Aosta e Abruzzo-Molise.